# A Grande Vedete
A Grande Vedete é um filme brasileiro de 1958, uma comédia musical dirigida, co-escrita e co-produzida por Watson Macedo.
Foi o segundo e último filme da atriz Dercy Gonçalves com Macedo, que no ano anterior havia dirigido A Baronesa Transviada com a atriz. Além dos números musicais com Dercy ("Saias Curtas" e "Tome Polka", entre outros), o filme também traz o Trio Irakitan, que interpreta "Não Me Importa Saber". O cantor Sérgio Murilo, em começo de carreira, interpreta um entregador de flores.

## Elenco
- Dercy Gonçalves...	Jeanette
- John Herbert...Paulo
- Humberto Catalano ...Ambrósio
- Marina Marcell ...	Vilma
- Zezé Macedo ...Fifina
- Ferreira Leite ... diretor
- Francisco Moreno ...	Representante da Embaixada da Arabilândia
- Domingos Terras ...	Chefe da claque
- Terezinha Magalhães ...garota do coro
- Luiza Camargo ... garota do coro
- Sílvio Júnior	 ... contraregra
- Roque da Cunha ...	fotógrafo
- Sérgio Murilo...entregador das flores
- Luiz Almeida	 ...fã
- Almeidinha ...garçon amigável da embaixada
- Trio Irakitan...eles mesmos (número musical)
- Edmundo Carijó ...dançarino
- Alvaro Costa ...Fã
- César de Andrade ...	líder da Claque
- Heitor Dias	...Porta-voz da embaixada
- Antônio Garcia ...Porteiro
- Lindberg Leite ... médico
- José Mafra	... domador das serpentes
- José Melo ...	fã
- Aldo Nélio ...coreógrafo
- Antônio Nobre
- Waldir Nunes ...bilheteiro
- Roberto Piragibe  ...	garçon
- Frederico Schlee ...maestro
- José Soares	...fã antigo (última cena)

## Sinopse
Jeanette é uma vedete de teatro de revista com uma carreira de muito sucesso durante vinte anos mas que agora todos a sua volta temem pela continuade da mesma devido a idade da artista, considerada avançada. O secretário Ambrósio e a camareira Fifina mantém Jeanette iludida, contratando sem ela saber uma claque para aplaudi-la nas apresentações e enchendo seu camarim de flores, como era comum de acontecer no auge de sua carreira.
Vilma é uma bailarina secundária do elenco das peças de Jeanette e está noiva do estudante Paulo, que escreve uma peça para ela. Com a ajuda de Fifina, Paulo consegue levar sua peça para Jeanette, que se apaixona pelo rapaz e quer produzir e estrelar a peça ela própria.